# Kwestia wstępna
Kwestia wstępna – w prawie prywatnym międzynarodowym "odrębny względem sprawy głównej, samoistny stosunek, którego ocena wywiera wpływ na rozstrzygnięcie sprawy głównej".
W literaturze prawniczej panuje rozbieżność poglądów odnośnie do tego, według jakiego prawa rozstrzyga się kwestie wstępne. Najpopularniejszy mówi, że należy korzystać z prawa wskazanego przez normę kolizyjną miejsca sądu (legis fori).